# Treetex

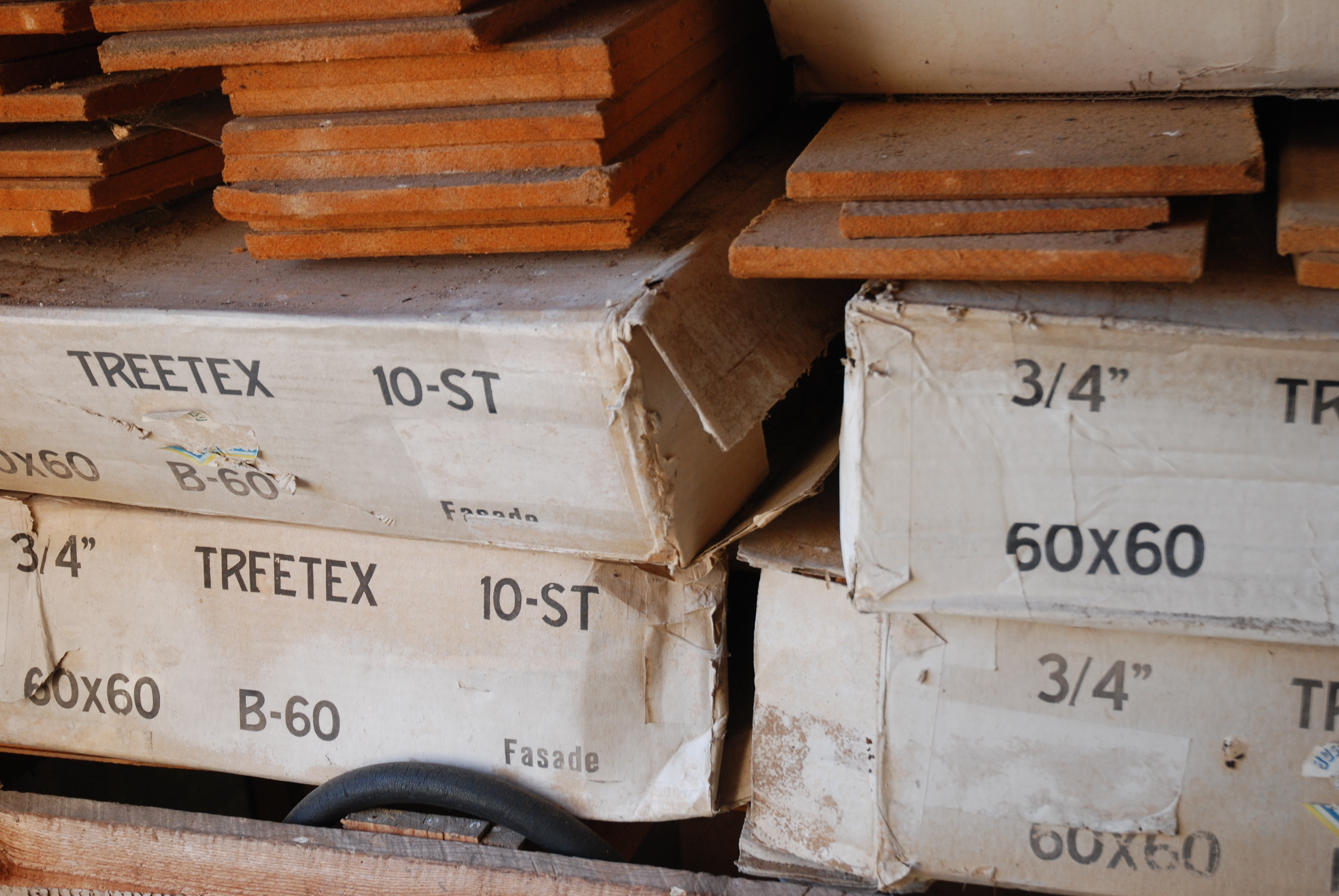
Treetex

Treetex var ett varumärke för en porös träfiberskiva tidigare använd som väggmaterial i hus. Skivan har tack vare sin porositet en viss isoleringsförmåga och användes därför ofta på insidan av ytterväggar. Skivan används i dag i mindre omfattning. En senare variant av treetex är asfaboard som används till vindskyddskiva vid trähusbyggnad.
Treetex producerades av det 1929 grundade företaget Mo och Domsjö Wallboard Company i Hörneborg i Domsjö i Örnsköldsviks kommun, vilket 1938 fick namnet Mo och Domsjö Treetex AB. Förste disponent och verkställande direktör var Karl Salin och produktionen startade den 7 december 1930. I september 1969 meddelades att produktionen vid Mo och Domsjö Treetex AB skulle upphöra, varvid 370 anställda berördes, och vid årsskiftet 1970/1971 fullföljdes nedläggningen av företaget.
Varunamnet Treetex härrör från 1931. Fabriksbyggnaden Hörneberg revs 2009.